# Adrián Álvarez Ruiz
Adrián Álvarez Ruiz (n. Barruelo de Santullán, Palencia, España, 1884-f. 1950) fue un inventor español.

## Biografía
De su pueblo natal tuvo que emigrar a Madrid para buscar trabajo como obrero especializado. En 1932 era jefe de talleres de MZA, que era una empresa ferroviaria antecesora de RENFE.
Incansable lector, la lectura de Julio Verne le hizo inclinar su afición por los inventos. Por ello planificó y construyó en su propia casa un tanque submarino con un dispositivo de su invención para la regeneración del aire del interior que ya había patentado tiempo atrás. Este dispositivo tenía por objeto alargar la vida de los submarinistas encerrados en un sumergible siniestrado.

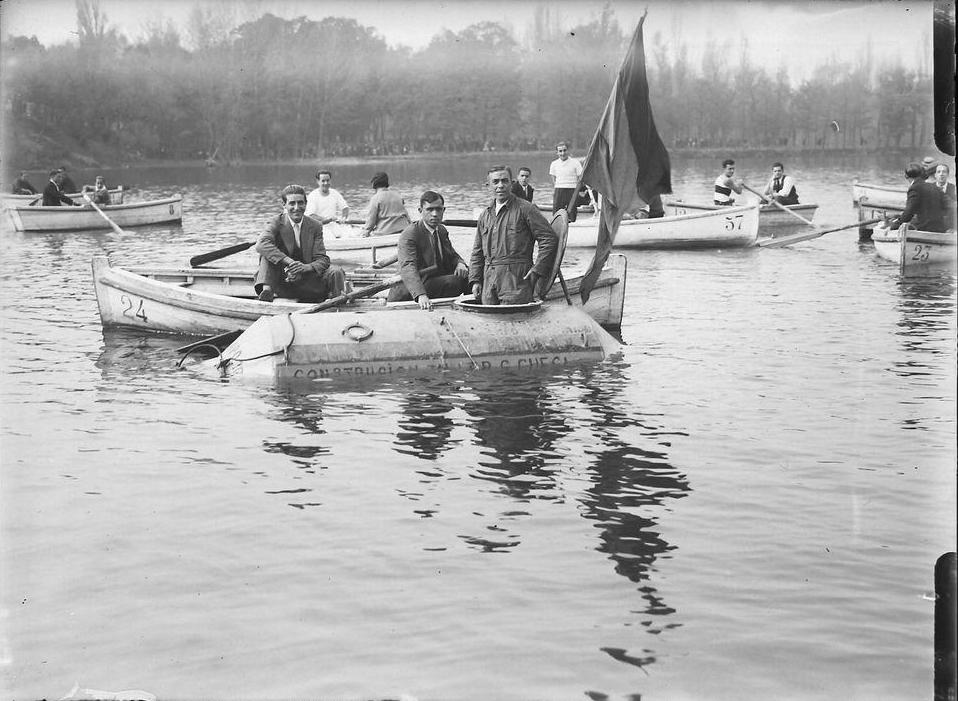
Adrián Álvarez durante las pruebas de un tanque submarino para la regeneración del aire en el Lago de la Casa de Campo de Madrid, en 1932.

Este invento se presentó ante la sección de Ingeniería del Estado Mayor Central, que se interesó por el mismo siendo probado el 20 de octubre de 1932 en el lago de la Casa de Campo de Madrid. El experimento fue presenciado por 15.000 personas. El 8 de enero de 1933 una prueba similar se realizó en la plaza de toros de Barcelona en un estanque artificial. Aunque hubo varias empresas británicas y francesas interesadas en el invento, Álvarez Ruiz quiso que su invento fuera aplicado en España. Sin embargo, los organismo oficiales en España, nunca terminaron de decidirse a su producción. Durante los preámbulos de la Segunda Guerra Mundial y durante la misma, el gobierno alemán pretendió sin éxito que Álvarez Ruiz trabajara para ellos.
En 1947, Álvarez Ruiz presentó su invento en el Reino Unido ante los servicios científico de la Royal Navy pero, tras la guerra, se habían desarrollado los sistemas de reciclaje del aire desarrollados durante el conflicto, por lo que el invento de Adrián Álvarez ya era de poca utilidad para ellos.